# RuneScape
RuneScape este un joc MMORPG ce se joacă in Browser, creat de Jagex Ltd. Sunt aproximativ 10 milioane conturi active (200 milioane conturi inregistrate), dintre care peste 1 milion conturi plătite. Jocul a fost recunoscut în Guinness World Records Gamer's Edition 2008 ca fiind cel mai jucat MMORPG gratis. RuneScape a fost creat de Andrew Gower, creatorul lui DeviousMUD, predecesorul lui RuneScape, în 1998. Rescris și redenumit, prima versiune RuneScape a fost lansat publicului pe 4 ianuarie 2001. Jocul are opțiunea de a fi jucat gratis și o interfața simplă care este accesibilă pe majoritatea browserelor.
RuneScape iși are acțiunea in Gielinor, care este divizată în mai multe regate, regiuni si orașe. Jucătorii pot călători prin Gielinor pe picior, prin incantații sau obiecte de teleportare etc. Fiecare regiune oferă diferiți monștri, materiale, misiuni pentru jucători. Jocul nu oferă un drum linear ce trebuie urmat. Jucătorii apar pe ecran ca avatare, ce iși pot alege propiile obiective și misiuni. Jucătorii pot lupta împotriva altor monștrii și altor jucatori, completa misiuni, sau creșterea experientei in profesiile valabile. Jucătorii pot interacționa unii cu alții prin comerț, chat, duel sau minijocuri cooperative.

## Istorie și dezvoltare
DeviousMUD, predecesorul lui RuneScape, a fost creat în 1998 de Andrew Gower. Jocul, care nu a fost niciodată lansat publicului, folosea grafică isometrică. Gower a rescris în totalitate jocul în 1999, însa fără îmbunătățiri grafice. Versiunea aceasta a fost lansată ca o versiune beta publică pentru aproximativ o săptămână înainte să fie retrasă.
Ca student la Universitatea Cambridge, Gower a lucrat la o schimbare completă a jocului cu ajutorul fratelui acestuia, Paul Gower. Grafica isometrică a fost schimbată in mixuri de imagini 3D și 2D. Jocul, redenumit RuneScape, a fost lansat publicului ca versiune beta pe 4 ianuarie 2001 și era operat din casa părinților celor doi, din Nottingham. În Decembrie 2001, frații Gower și Constant Tedder au format Jagex și au preluat partea afacerilor pentru a putea continua RuneScape. Jagex a construit un script numit RuneScript, ce este folosit pe serverele RuneScape, pentru evenimente. Pe 27 februarie 2002, un serviciu pentru plată lunară a fost introdus, pentru a avea access la multe noi locații, misiuni, obiecte.
Popularitatea jocului trebuie parțial atribuită faptului că este accesibil de pe majoritatea explorelor, lăsând jucătorii să joace de la orice calculator conectat la Internet. Cum pe RuneScape se înregistratau din ce în ce mai mulți jucători, Jagex a început să plănuiasca schimbări majore. Producătorii jocului au rescris motorul jocului, pentru ca grafica fie în totalitate 3D, producând astfel o versiune nouă numita RuneScape 2. O versiune beta a fost lansată membrilor pe 1 decembrie 2003, iar versiunea finala a fost lansata pe 17 martie 2004. La lansarea oficiala, RuneScape 2 a fost redenumit RuneScape, iar versiunea mai veche a jocului a fost ținută online ca RuneScape Classic. Pe 12 ianuarie 2006, Jagex a banat mai mult de 5000 conturi "Classic" din cauza programelor third-party. RuneScape Classic a fost închis înregistrarilor și a fost restricționat încât doar membrii, ce platesc lunar RuneScape Classic, să poată juca. Aceștia trebuie să joace cel puțin odată la 6 luni altfel conturile lor vor fi banate pe RuneScape Classic.
Pentru a continua partea gratis a jocului, producătorii afișează reclame ce apar pe serverele gratis, deasupra ecranului de joc. Din cauza că jucătorii folosesc antiviruși ce blochează aceste reclame și îi pot descuraja pe cei care fac reclama, Jagex a introdus o regula ce nu îi da voie unui jucator să blocheze reclamele în versiunea gratis a jocului.
Pe 16 mai 2006, Jagex a îmbunătățit motorul grafic al jocului, mai mult ca o îmbunătățire "back-end" și nu ca o îmbunătățire grafic vizibilă. Programatorii au redus cerințele de memorie a jocului, astfel încât să poată fi dezvoltat și îmbunătățit fără a crește timpul de încărcare. Motorul a fost îmbunătățit din nou pe 26 iunie 2007 pentru a lăsa și mai mult liber programatorilor. Pe 1 iulie 2008, Jagex a lansat versiunea beta "High Detail" a RuneScape pentru membri, ca versiunea finală să fie lansată și jucătorilor cu conturi gratis, 2 săptămâni mai târziu.

### Servere
Sunt mai mult de 170 servere Runescape în întreaga lume, ce sunt numărate și referite ca "Lumi" de către jucători și Jagex. Serverele acestea sunt locate în Regatul Unit, Statele Unite ale Americii, Canada, Olanda, Australia, Suedia, Finlanda, Belgia, Mexic, Brazilia, Irlanda, Norvegia, Danemarca și Noua Zeelanda. Serverele sunt poziționate în așa fel încât să poata oferi o conecțiune bună jucatorilor din acea parte a lumii. Noi servere se deschid când se înregistrează un surplus de jucători constant pe servere.
Pe fiecare server RuneScape se pot conecta 2000 jucători simultan, în total o capacitate de peste 300.000 jucatori. Serverele sunt divizate în "Servere Gratis" și "Servere Membrii". Jucătorii pot juca pe oricare dintre aceste servere. Unele servere au o inscripție, în care pot face sarcini ce necesită un anumit număr de jucatori într-o zonă a jocului. Pe lângă serverele RuneScape, sunt 2 "Servere P2P" pentru RuneScape Classic, ce se află in Regatul Unit. Acestea sunt limitate la 1250 jucători simultan. Jucătorii noi nu iși pot crea conturi pentru RuneScape Classic.

## Recepție
RuneScape a fost lăudat pentru abilitățile gratis ale jocului. JustRPG a sumarizat jocul în câteva cuvinte: "Pe scurt, RuneScape e un joc distractiv, ce produce dependență, iar pentru un joc scris în Java, grafica nu e chiar așa rea. Profesiile sunt variabile, comunitatea e înregulă, iar jocul iți va mânca timp daca nu ești atent." dându-i un scor de 83%. Yahoo! Buzz Log a declarat că "chiar dacă nu e la fel de ușor ca alte jocuri RPG online populare precum World of Warcraft, City of Heroes sau EverQuest, RuneScape e totuși mult mai interesant pentru a îți omorî timpul.."
PC Gamer UK a spus în Decembrie 2003 că în timp ce "valorile tradiționale ale unui RPG, misiunile, omorând monstri și avansând caracterul într-un decor medieval" nu își are "băieții mari tremurând cu +2 Ghetele Abonatului Recoltator," totuși este compensat datorită accesibilității jocului printr-un browser, "combinat cu o versiune a jocului ce dă voie jucatorilor să se joace gratis înainte ca aceștia să facă upgrade pentru cont membru," descriind jocul ca "un succes surprinzător."

### Fansiteuri
- RuneHQ
- RuneTips
- Zybez Runescape Help
- Runescape Salmoneus Help Arhivat în 5 ianuarie 2010, la Wayback Machine.